# Uklonskovite
La uklonskovite è un minerale.